# Sarnivka, Dzerjînsk
Sarnivka (în ucraineană Сарнівка) este un sat în așezarea urbană Bîkivka din raionul Dzerjînsk, regiunea Jîtomîr, Ucraina.

## Demografie
Componența lingvistică a localității Sarnivka
     Ucraineană (100%)
Conform recensământului din 2001, toată populația localității Sarnivka era vorbitoare de ucraineană (100%).